# Inżynieryjna grupa wypadowa
Inżynieryjna grupa wypadowa - element rozpoznania organizowany ze składu pododdziałów wojsk inżynieryjnych na szczeblu związku taktycznego w celu rozpoznania rejonu lub obiektu znajdującego się na głębokości ugrupowania pierwszego rzutu taktycznego albo zapór inżynieryjnych przeciwnika przed przednim skrajem jego obrony i w lukach między punktami oporu.